# Arianta
Genre
Arianta est un genre de mollusques gastéropodes de la famille des Helicidae, de la sous-famille des Ariantinae. Les espèces du genre Arianta sont présentes en Europe.

## Liste des espèces
Liste des espèces :
- Arianta aethyops M. Bielz, 1851
- Arianta arbustorum (Linnaeus, 1758)
- Arianta chamaeleon L. Pfeiffer, 1868
- Arianta frangepanii Kormos, 1906
- Arianta hessei M. Kimakowicz, 1883
- Arianta picea Rossmässler, 1837
- Arianta schmidtii Rossmässler, 1836
- Arianta stenzii Rossmässler, 1835
- Arianta xatartii (Farines, 1834)